# Organisateur nucléolaire

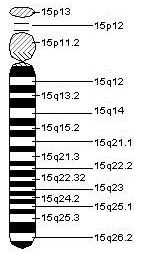
Représentation schématique du chromosome 15 humain

L'organisateur du nucléole ou NOR pour nucleolus organizer region (région organisatrice du nucléole) est une région chromosomique qui participe à la formation du nucléole. 
Cette région chromosomique est située sur les chromosomes du nucléole. Il s'agit d'un groupe de gènes organisés en tandem d'ADN ribosomique.
Cette région est la partie spécifique d'un chromosome qui est associé à un nucléole après la division du noyau. Chez l'être humain, les NOR contiennent des gènes pour les ARNr 5.8S, 18S et 28S regroupés sur les bras courts des chromosomes 13, 14, 15, 21 et 22 ; les chromosomes acrocentriques, sur leur constriction secondaire.
Quelques gènes du NOR sont connus, notamment Runx2, UBTF et l'APC.
Dans l'analyse du caryotype, une coloration à l'argent peut être utilisé pour identifier le NOR,.  

## Découverte
Barbara McClintock a décrit la première les « corps organisateur du nucléole » (nucleolar-organizing body) chez le maïs (Zea mays) en 1934.